# Kasztan chiński
Kasztan chiński (Castanea mollissima Blume) – gatunek drzew z rodziny bukowatych. Naturalnie występuje w Chinach, w Polsce rzadko uprawiany w ogrodach botanicznych. 

## Morfologia

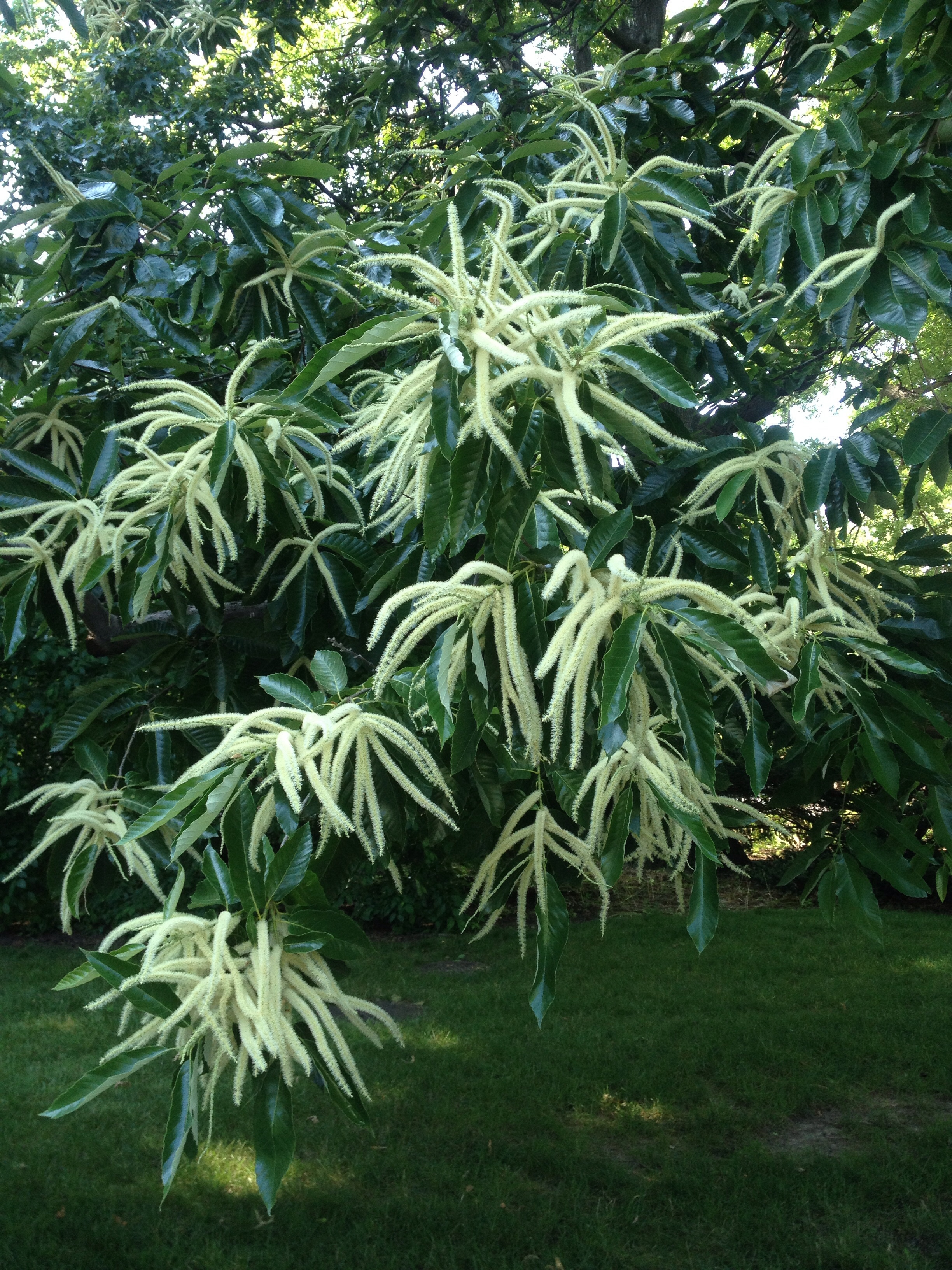
Kwiatostany

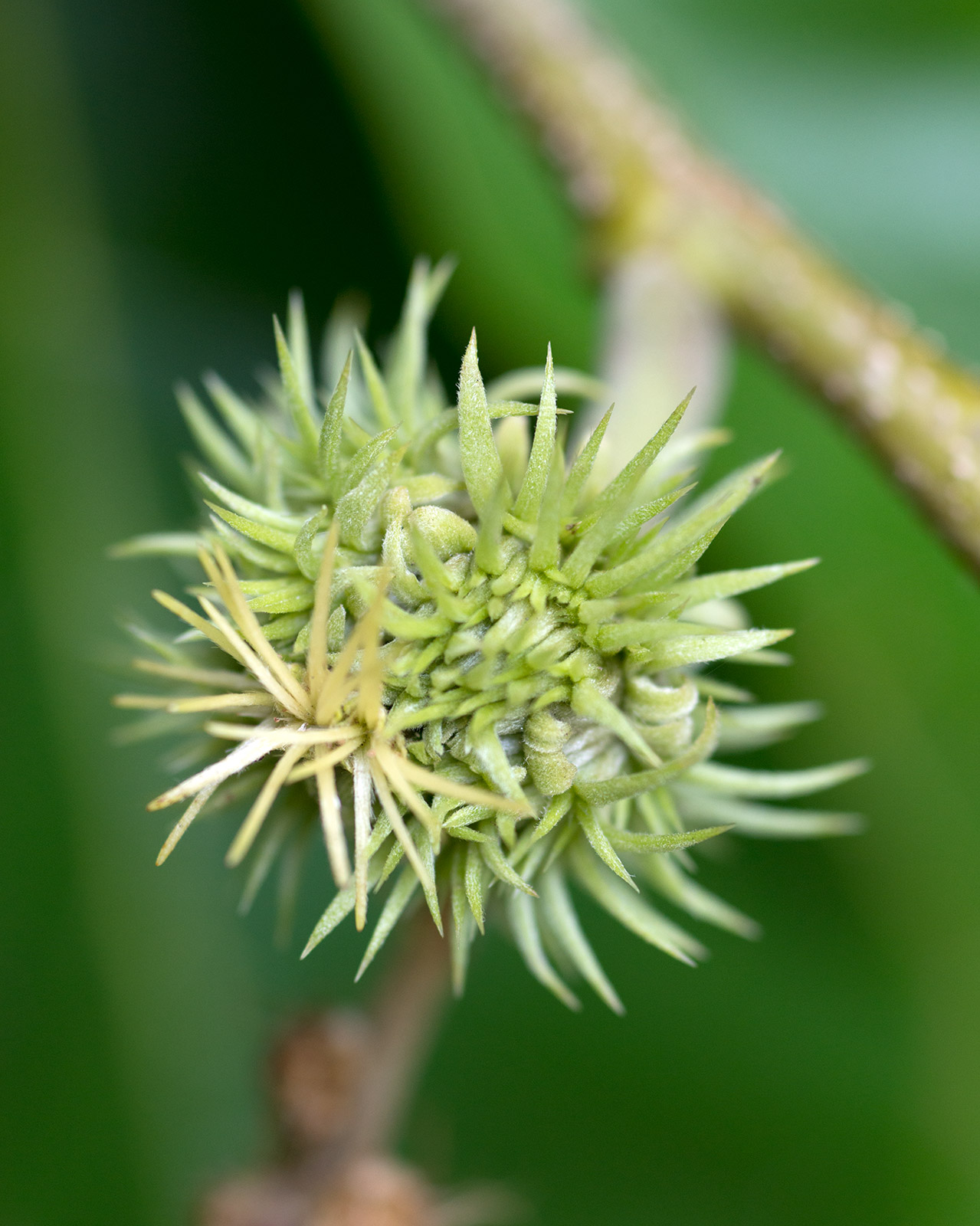
Okrywa otaczająca owoce

PokrójDorasta do 25 m wysokości. Korona szeroka, kolumnowego kształtu.
KoraGładka o ciemnoszarym zabarwieniu, u dojrzałych roślin silnie spękana.
LiścieEliptyczne lub lancetowate do 20 cm długości i 7,5 cm szerokości. Z wierzchu ciemnozielone i błyszczące, od spodu jaśniejsze. Wierzchołek zaostrzony i lekko wygięty. Brzeg z licznymi, ostrymi ząbkami.
KwiatyKwiaty męskie i żeńskie zebrane w kremowożółte kwiatostany.
OwoceCzerwonobrązowe, błyszczące orzechy skryte w zielonych, kolczastych okrywach.

## Biologia i ekologia
Fanerofit. Roślina jednopienna, owadopylna. Kwiatostany pojawiają się w połowie lata. Porasta wilgotne zbocza górskie na zachód od Pekinu.

## Zastosowanie
Roślina ozdobnaGatunek uprawiany w ogrodach i arboretach w Azji, Ameryce Północnej i w Europie (trafił tu w roku 1908).
Roślina jadalnaOwoce są jadalne.